# Kalifat
Kalifat (arapski: خِلَافَةْ) monarhijski je oblik vlasti (u početku izborni, kasnije apsolutni) koji je nastao u Arabiji u 7. stoljeću, čiji se politički identitet temelji na zahtjevu za nasljeđem Islamske države Muhameda i identifikacije monarha zvanog kalif (arapski: خَلِيفَةْ) kao njegovog nasljednika. Titula kalifa, koja je bila ekvivalent titulama poput kralja, cara i kana u drugim dijelovima svijeta, dovela je do mnogih građanskih ratova, sektaških sukoba i paralelnih regionalnih kalifata. Povijesno gledano, kalifati su bili države temeljene na islamu koje su se razvile u multietnička transnacionalna carstva.
Tijekom srednjovjekovnog razdoblja, tri velika kalifata su naslijeđivala jedan drugog: Rašidunski Kalifat (632. - 661.), Omejidski Kalifat (661. - 750.) i Abasidski Kalifat (750. - 1517.). U četvrtom velikom kalifatu, Osmanskom Kalifatu, vladari Osmanskog Carstva polagali su pravo na kalifsku vlast od 1517. sve dok Osmanski Kalifat nije formalno ukinut kao dio sekularizacije Turske 1924. godine. Pokušaj očuvanja titule pokušan je sa Šerifijskim Kalifatom, ali je ovaj kalifat brzo pao nakon što ga je osvojio sultanat Nedžd (sadašnja Saudijska Arabija), ostavljajući zahtjev u mirovanju. Kroz povijest islama, nekoliko drugih muslimanskih država, od kojih su gotovo sve bile nasljedne monarhije, tvrdilo je da su kalifati.
Nisu sve muslimanske države imale kalifate. Sunitski ogranak islama propisuje da, kao šef države, kalif treba biti izabran od strane muslimana ili njihovih predstavnika. Šijiti, međutim, vjeruju da bi kalifa trebao biti imam kojeg je Bog izabrao iz Ahl al-Bayta („Prorokova kuća”). Neke su kalifate u povijesti vodili šijiti, poput Fatimidskog Kalifata (909. – 1171.). Od kasnog 20. stoljeća do početka 21. stoljeća, nakon sovjetske intervencije u Afganistanu, rata protiv terorizma i Arapskog proljeća, razne islamističke grupe su tvrdile da su kalifati, iako su te tvrdnje obično široko odbačene među muslimanima.